# St. Peter und Paul (Busbach)

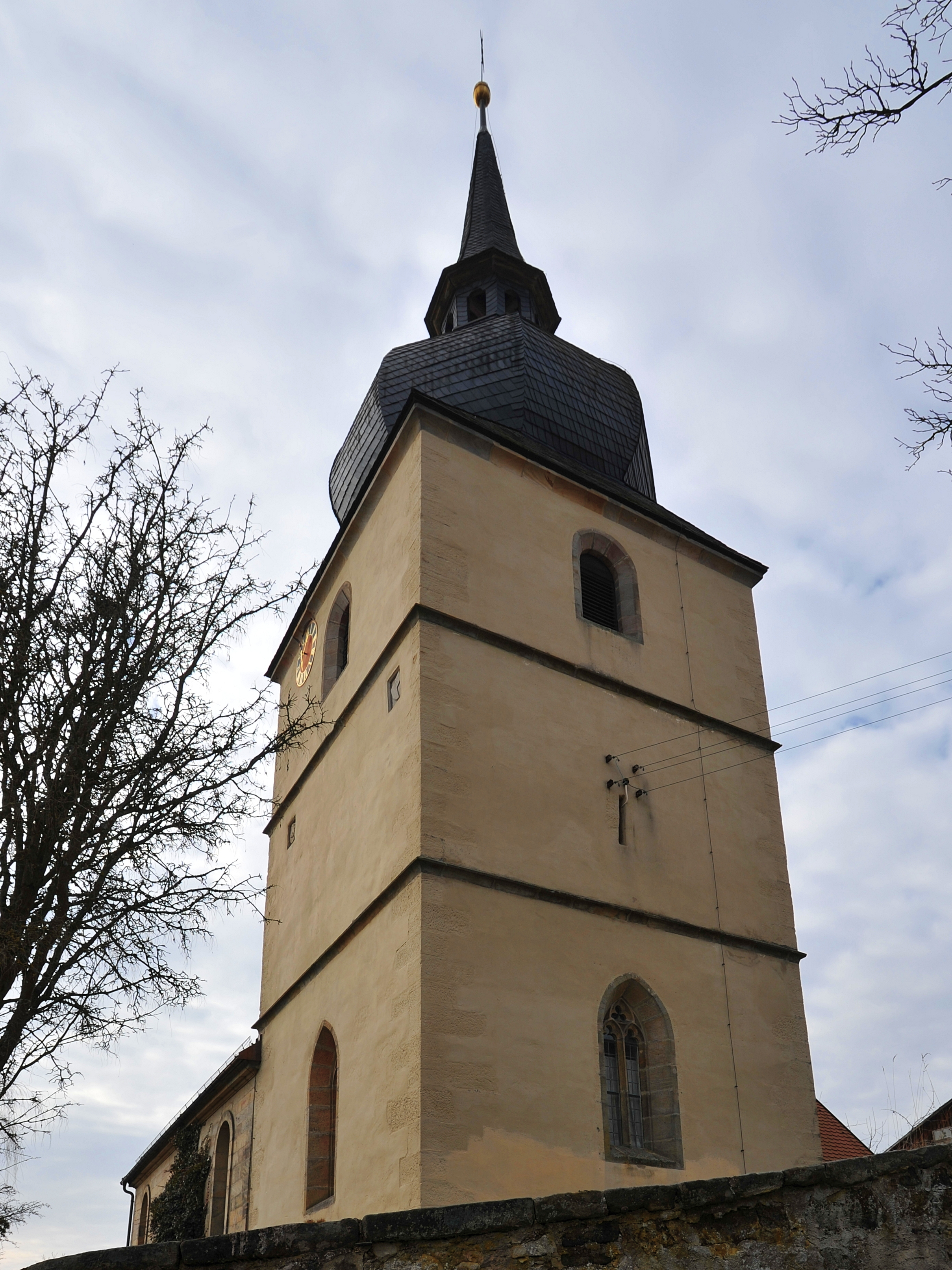
Blick auf St. Peter und Paul von Busbach 31

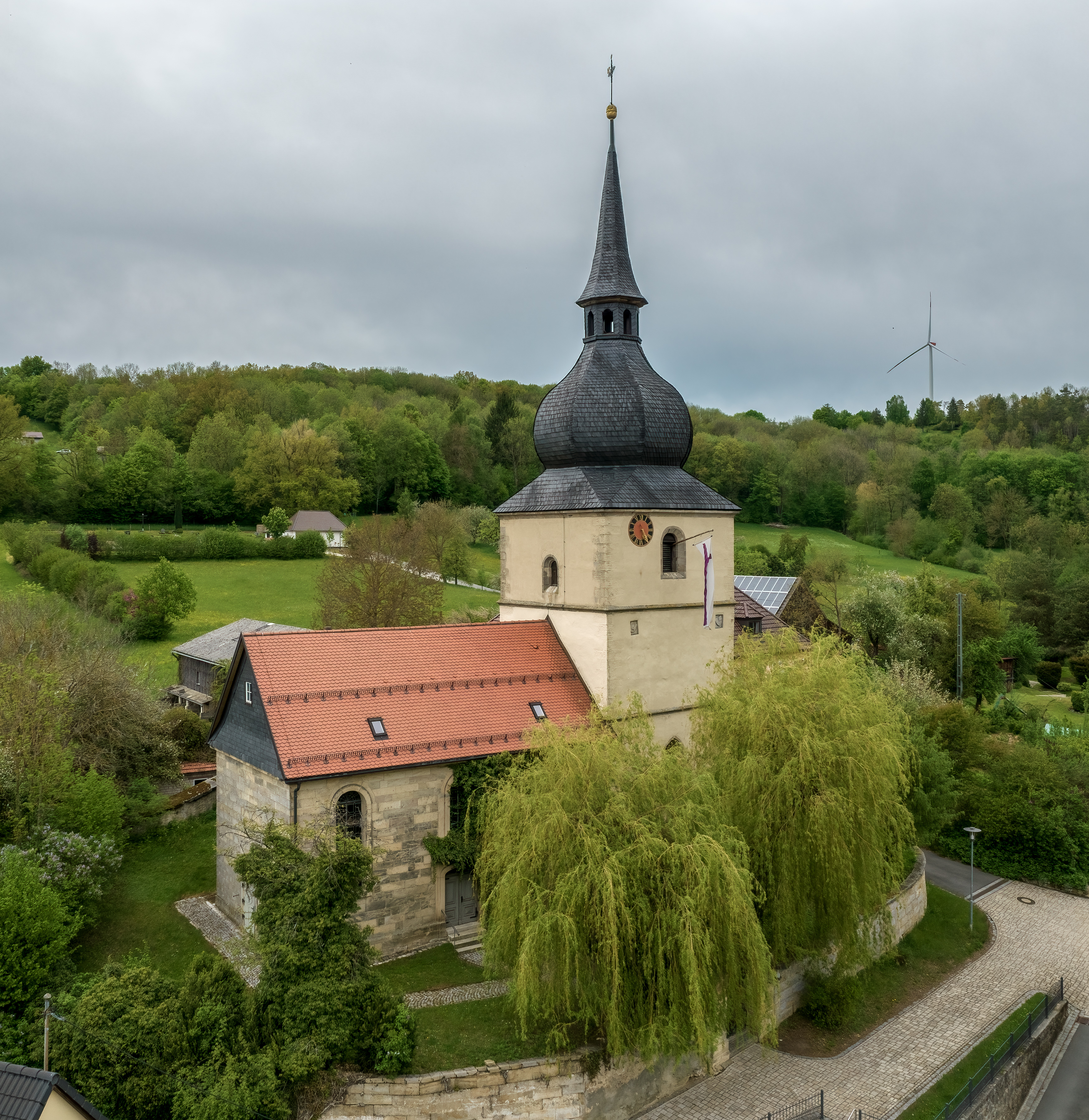
Drohnenaufnahme von St. Peter und Paul

St. Peter und Paul Innenraum

St. Peter und Paul ist eine nach den Aposteln Petrus und Paulus benannte Kirche in Busbach, einem Gemeindeteil von Eckersdorf im Landkreis Bayreuth in Oberfranken (Bayern).
Der Priester und Historiker Johann Looshorn behauptet in seiner achtbändigen Geschichte des Bisthums Bamberg, dass auf Anordnung von Karl dem Großen in Busbach zum Bau einer Kapelle beigetragen wurde, an deren Stelle die heutige Kirche stehen soll. Tatsächlich hat Karl der Große 793 angeordnet, die in dieser Gegend ansässigen Wenden u. a. durch den Bau von Kirchen zum Christentum zu bekehren. Die Würzburger Bischöfe errichteten in der Folgezeit 14 solcher Kirchen. Dass es in Amlingstadt eine derartige Kirche gab, gilt als weitestgehend gesichert, ein Nachweis für Busbach kann jedoch nicht erbracht werden. Wahrscheinlicher ist, dass Busbach eine Filiale von Trumsdorf war und diese  eine Filiale der Pfarrei Hollfeld.
Bei der ersten urkundlichen Nennung einer Kirche in Busbach im Salbuch des Stiftes Bamberg von 1374 wurde David Schopper erwähnt, dem als Leutpriester das Recht zugestanden wurde, auf dem Gebiet der Pfarre Busbach Hasen, Hühner und Vögel zu jagen. Im Landbuch von 1398 ist vermerkt, dass „Peter und Fricz von Pusbach“ die Pfarre samt Kirchensatz zu Lehen gegeben wurde. Dazu gehörte auch die Kapelle in Tröbersdorf, die heutige St.-Laurentius-Kirche.
Was von der ursprünglichen Kirche übrig geblieben ist, ist unklar. Gemeinhin wird als ältester Teil der heutigen Kirche der Chorturm genannt, der in der zweiten Hälfte des 15. Jahrhunderts im spätgotischen Stil errichtet wurde. Ebenfalls aus dieser Zeit stammen der Taufstein, die Altarflügel und -figuren. Nach Einführung der Reformation im Jahr 1528 wurde 1562 eine Kanzel errichtet, die baulich der Kanzel der Marienkirche in Gesees gleicht. Seit 1791 befindet sich diese Kanzel über dem Altar. Der Altaraufsatz musste dafür umgebaut werden.
1716 wurde die Kirche unter dem Bayreuther Markgrafen Georg Wilhelm renoviert und erhöht. Von 1734 bis 1737 errichtete Baumeister Christian Creuzer das Langhaus. Kunsthistorisch sehenswert sind die Grabplatten von Elias Räntz an der Außenseite der Kirche, die ebenfalls in dieser Zeit gefertigt wurden.
Die Kirche war ursprünglich von einem Friedhof umgeben, der 1936 aus Platzgründen aufgelöst werden musste. Der neue Friedhof wurde etwa hundert Meter nordwestlich auf dem Busbacher Berg angelegt.
Am 1. April 2009 wurde die ehemals eigenständige Pfarrei St. Peter und Paul in die Pfarrei St. Ägidius (Eckersdorf) eingegliedert.